# 穿越時空 超越宇宙 / Password is 0
《穿越時空 超越宇宙 / Password is 0》是日本的女子偶像組合早安少女組。'14的第56张单曲。2014年4月16日由zetima发售。

## 概要
- 「穿越時空 超越宇宙 / Password is 0」是繼「自私 隨和 愛的玩笑 / 愛的軍團」後第六張2A單曲。
- 「Password is 0」是由早安少女組。'14、淳君及森三中擔綱演出au（KDDI）的電視廣告歌曲。而B面曲「Password is 0（森早安。Ver.）」是早安少女組。'14和森三中的合唱版本。
- 此單曲有6個版本，分別有「初回生產限定盤A - D」和「通常盤A - B」。「初回生産限定盤A」、「初回生產限定盤C」收錄了「穿越時空 超越宇宙」的PV；「初回生産限定盤B」收錄了「Password is 0」的PV；「初回生產限定盤D」收錄了「Password is 0」和「Password is 0（森早安。Ver.）」的PV。
- 在4月28日於Oricon公信榜单曲週榜取得第1名，出道以來首次連續5張單曲奪得首名（Help me!!〈2013年1月〉 ～ Brainstorming / 只要有你 我什麼都不需要〈2013年4月〉 ～ 自私 隨和 愛的玩笑 / 愛的軍團〈2013年8月〉 ～ 你的笑容是太陽 / 沒有東西能取代你 / What is LOVE?〈2014年1月〉 ～ 穿越時空 超越宇宙 / Password is 0〈2014年4月〉）。
- 此外，單曲於4月16日、17日、18日、19日、20日於公信榜單曲日榜取得第1名。
- 此外，單曲是早安少女組。繼第55張單曲《你的笑容是太陽 / 沒有東西能取代你 / What is LOVE?》後，第20張首週銷量超過10萬張的單曲，亦是第27張銷量10萬以上的單曲（12.8+萬張）。

## 收錄内容

### CD（初回生產限定盤A - C）
1. 穿越時空 超越宇宙
（作詞、作曲：淳君  編曲：大久保薫）
2. Password is 0
（作詞、作曲：淳君  編曲：大久保薫）
3. 穿越時空 超越宇宙 (Instrumental)
4. Password is 0 (Instrumental)

### CD（初回生產限定盤D、通常盤A - B）
1. 穿越時空 超越宇宙
2. Password is 0
3. Password is 0（森早安。Ver.）
（作詞、作曲：淳君  編曲：大久保薫）
早安少女組。'14和森三中（大島美幸、黒沢かずこ）合唱
4. 穿越時空 超越宇宙 (Instrumental)
5. Password is 0 (Instrumental)

### DVD

#### 初回生產限定盤A
1. 穿越時空 超越宇宙（MV）

#### 初回生產限定盤B
1. Password is 0（MV）

#### 初回生產限定盤C
1. 穿越時空 超越宇宙（Dance Shot Ver.）

#### 初回生產限定盤D
1. Password is 0（Dance Shot Ver.）
2. Password is 0（森早安。Ver.）（MV）